# Бялобжеґ-Бліжши
Бялобжеґ-Бліжши (пол. Białobrzeg Bliższy) — село в Польщі, у гміні Ольшево-Борки Остроленцького повіту Мазовецького воєводства.
Населення — 310 осіб (2011).
У 1975-1998 роках село належало до Остроленцького воєводства.

## Демографія
Демографічна структура станом на 31 березня 2011 року:
|          | Загалом | Допрацездатний вік | Працездатний вік | Постпрацездатний вік |
| -------- | ------- | ------------------ | ---------------- | -------------------- |
| Чоловіки | 163     | 29                 | 124              | 10                   |
| Жінки    | 147     | 36                 | 87               | 24                   |
| Разом    | 310     | 65                 | 211              | 34                   |